# Тітіреч
Тітіреч (рум. Titireci) — село у повіті Вилча в Румунії. Входить до складу комуни Бунешть.
Село розташоване на відстані 167 км на північний захід від Бухареста, 13 км на захід від Римніку-Вилчі, 92 км на північ від Крайови, 126 км на південний захід від Брашова.

## Населення
За даними перепису населення 2002 року у селі проживали 256 осіб, усі — румуни. Усі жителі села рідною мовою назвали румунську.